# Chromobotia macracanthus
La locha payaso o botia tigre (Chromobotia macracanthus) es un pez de agua dulce perteneciente a la familia de las lochas (Cobitidae) y es la única especie del género Chromobotia.
Originario de Asia (de las islas de Sumatra y Borneo), es popularmente usado como mascota y contenido en acuarios. Tienen el cuerpo amarillo anaranjado con tres bandas negras y bigotes alrededor de la boca. Crecen lentamente hasta una longitud máxima de 30 cm. Estos peces no suelen reproducirse en acuarios particulares, ya que no alcanzan la madurez sexual hasta los nueve o diez años. Pero sí son criados exitosamente por un gran número de criadores especializados, los cuales usan hormonas para inducirlos. Estos peces pueden llegar a vivir incluso hasta cincuenta años. 
Por mucho tiempo, como no existía la cría en cautiverio, todos los ejemplares que se comercializaban eran capturados en su hábitat natural, lo que casi provocó su extinción.
Es considerado inofensivo, muy activo y sociable y se agrupa con cinco o más de su especie. Tiene una espina debajo de sus ojos, que puede usar para defenderse en caso de detectar peligro. Si uno de estos peces estira su espina al cogerlo con una red, es difícil desenredarlo. Si habitan en grupos de menos de cinco miembros, pasarán la mayoría del tiempo escondiéndose debajo de la decoración del acuario.
A veces pueden aparecer yaciendo de lado en el fondo del tanque, aparentando estar muertos. Esto es un hecho bastante corriente, y el profesional que los venda debe avisar sobre este tipo de comportamientos para evitar sacar al pez del agua si ocurriese.
Las aguas tropicales, su hábitat natural, tienen un pH que varía del 5,0 al 8,0, una dureza del agua de entre 50 y 120 mg/L y una temperatura que oscila desde 25 a 30 °C. Se alimentan de pequeños gusanos, crustáceos, Artemia salina o fitoplancton. La mayoría de lochas payaso aceptan la comida comercial en su dieta, pero se desarrollan mejor con la adición a esta de alimento vivo o liofilizado (lombrices Tubifex, especialmente si están fortificadas) y congelada (Artemia salina, siempre servida a la temperatura del agua del acuario).
Si las lochas payaso no salen de sus escondites, se puede seguir una serie de consejos para hacer su vida más cómoda: el diseño del tanque debe disponer de amplias zonas de sombra, plantas (de plástico o reales), lugares donde esconderse y otros peces sociables. Asegúrate de que el entorno no es demasiado luminoso. El acuario no debe estar cerca de una ventana. Las botias tigre observarán el comportamiento de sus compañeros y actuarán en consecuencia: si son escurridizos y se esconden, harán lo mismo. Procura que el resto de peces sean dóciles y no tiendan a ocultarse.
Ya que provienen de ríos y corrientes, están acostumbradas a que en su entorno haya otros peces y plantas. Si no encuentran otras peces o plantas, pueden llegar a estresarse y esconderse. Antes de incorporarlas al acuario, asegúrate de que los demás peces sean compatibles con ella y no sean agresivos, ya que las lochas sufrirían y deberían ser retiradas. Además, las lochas payaso son particularmente susceptibles a contraer Ichthyophthirius, se deben vigilar de cerca al introducirlas al acuario. Si está infectado por este parásito, el pronóstico es pobre, ya que el tratamiento estándar contra él es tóxico para la piel de las lochas, y la dosis deberá reducirse a la mitad (por lo tanto, será menos efectivo).
En ocasiones se les puede ver "bostezando", abriendo ampliamente la boca, revelando así una parte blanca en su interior.
Se suelen usar como un remedio natural para controlar las plagas de pequeños caracolillos en el acuario.
Ya se ha conseguido criar esta especie de botia en cautiverio; no como antes que se tenía que pescar de los ríos mediante redes de arrastre que tenían un impacto ambiental importante en la flora y fauna.